# Polyplax rhizomydis
Polyplax rhizomydis är en insektsart som beskrevs av Johnson 1972. Polyplax rhizomydis ingår i släktet Polyplax och familjen ledlöss. Inga underarter finns listade i Catalogue of Life.